# Niko Pirosmani
Niko Pirosmani (tiếng Gruzia: ნიკო ფიროსმანი) (1862-1918) là một họa sĩ nổi tiếng người Gruzia theo trường phái Chất phác. Ông chính là nguyên mẫu của hình tượng người họa sĩ trong bài hát nổi tiếng Triệu bông hồng.

## Tiểu sử

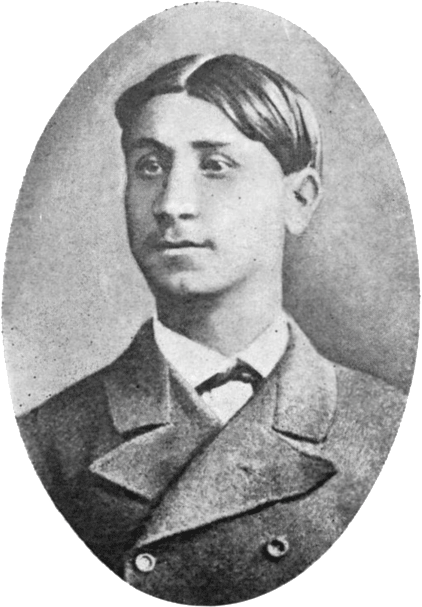
Chân dung Niko Pirosmani vào năm 1880.

Niko Pirosmani tên thật là Nikoloz Aslanisdze Pirosmanashvili; ông sinh năm 1862 trong một gia đình nông dân tại tỉnh Kakheti ở miền Tây Nam Đế quốc Nga (nay là vùng lãnh thổ phía Bắc của Gruzia). Song thân của ông, Aslan Pirosmanashvili và Tekle Toklikishvili là những điền chủ nhỏ, sở hữu một mảnh vườn trồng nho với một ít trâu bò. Ông mồ côi sớm và lớn lên dưới sự chăm sóc của hai người chị Mariam và Pepe. Năm 1870, ba chị em Niko dời lên sinh sống ở Tbilisi. Từ năm 1872, ông sinh sống tại một căn hộ chung cư nhỏ gần ga xe lửa Tblisi và làm người giúp việc cho các gia đình giàu có. Trong thời gian này ông đã học đọc và học viết. Năm 1876, ông trở về Mirzaani và làm nghề coi sóc gia súc.
Pirosmani dần dần tiếp cận với lĩnh vực hội họa thông qua con đường tự học. Ông đặc biệt có tài trong việc vẽ màu trên vải dầu. Năm 1882, cùng với một họa sĩ tự học khác là George Zaziashvili, Pirosmani mở một xưởng vẽ và hai người nhận vẽ các bảng hiệu cho các cửa tiệm. Năm 1890, Niko làm nhân viên công tác trong ngành đường sắt. Năm 1893, ông tham gia thành lập một nông trại ở Tbilisi nhưng rời bỏ việc kinh doanh này vào năm 1901. Sau đó ông tiếp tục làm nhiều nghề khác nhau để kiếm sống, như trông cửa tiệm, bán hàng, thợ sơn, vẽ các bảng hiệu, tranh chân dung,... theo đơn dặt hàng. Trên thực tế, cho đến cuối đời gia cảnh của Pirosmani vẫn nghèo khó và ông có mối quan hệ không được tốt đẹp lắm với giới họa sĩ chuyên nghiệp mặc dù tranh ông trong lúc sinh thời cũng đạt được tiếng tăm nhất định tại địa phương. Rõ ràng, đối với Pirosmani, kiếm sống là một mối bận tâm lớn hơn nhiều so với đầu tư vào hội họa.
Niko Pirosmani mất vào giữa năm 1918 do kém dinh dưỡng và do bệnh gan. Ông được mai táng tại nghĩa trang Nino, nhưng hiện giờ không ai biết đích xác mộ phần ông ở đâu.

## Sự nghiệp
Các tác phẩm của Pirosmani chịu ảnh hưởng lớn của điều kiện xã hội thời đó. Ông vẽ nhiều về những người thương nhân, người bán hàng, người lao động và những người quý tộc. Đồng thời, Pirosmani cũng rất yêu thích đề tài thiên nhiên và nông thôn, ông ít khi vẽ về cảnh vật ở thành phố. Thú vật cũng là một đề tài quan trọng trong các tác phẩm của ông, trên thực tế ông là họa sĩ Gruzia duy nhất đi theo trường phái động vật. Ngoài ra, các đề tài lịch sử và nhân vật lịch sử như Shota Rustaveli, Nữ vương Tamar, Giorgi Saakadze cũng như những người bình dân Gruzia và cuộc sống hàng ngày của họ cũng chiếm tỉ lệ đáng kể trong các tác phẩm của Niko Pirosmani.
Thông thường, Pirosmani vẽ các bức tranh của mình lên vải dầu. Trái với nhiều họa sĩ khác, Niko không cố gắng tái hiện nguyên chất hình ảnh về thiên nhiên và cũng không để tâm khắc họa từng chi tiết nhỏ. Một vài tác phẩm của ông là tranh đơn sắc. Các tranh vẽ của ông chủ yếu thể hiện sự cân nhắc nhạy bén của tác giả trong việc thiết kế bố cục. Các chủ thể trong tranh thường được sắp đặt ở mặt trước, còn vẻ mặt không thể hiện cảm xúc gì cụ thể.
Trong thập niên 1910, tài năng của Niko gây được sự chú ý của nhà thơ Nga Mikhail Le-Dantyu và hai anh em họa sĩ Kirill Mikhaylovich Zdanevich Ilyia Mikhaylovich Zdanevich. I. M. Zhdanevich sau đó viết một bức thư giới thiệu về Pirosmani cho tờ báo Zakavkazskaia Rech, và bức thư này được ấn hành vào ngày 13 tháng 2 năm 1913. Sau đó, Zhdanevich tiếp tục nỗ lực giới thiệu các bức tranh của Pirosmani đến công chúng ở Moskva. Tờ báo Moskva Moskovskaia Gazeta vào ngày 7 tháng 1 đã có bài viết về một buổi triển lãm tranh "Mishen" về các tác phẩm của những họa sĩ tự học nghề, trong đó có 4 bức tranh là của Pirosmani: "Chân dung Zhdanevich", Tĩnh vật", "Người đàn bà với vại bia" và "Con hoẵng". Bài báo đã bày tỏ sự ấn tượng đối với khả năng vẽ của Pirosmani. Cùng năm đó, tờ báo Gruzia Temi đã đăng một bài viết bàn về Niko Pirosmani.
Khi Hội họa sĩ Gruzia được thành lập vào năm 1916 bởi Dito Shevardnadze, Pirosmani được hội gởi lời mời gia nhập. Tuy nhiên, Pirosmani không có quan hệ tốt với các nghệ sĩ trong hội. Khi ông giới thiệu bức tranh "Đám cưới của người Gruzia" của mình cho Hội họa sĩ, một đồng nghiệp của ông đã xuất bản bức tranh biếm họa nhằm chê bai Pirosmani và điều này đã khiến ông bị xúc phạm ghê gớm. Đồng thời, gia cảnh nghèo khó cùng với tình hình khó khăn của kinh tế đế quốc Nga trong thế chiến thứ nhất có nghĩa là các tác phẩm của ông không nhận được sự công nhận xứng đáng mà chúng có được.

## Sự công nhận sau khi qua đời

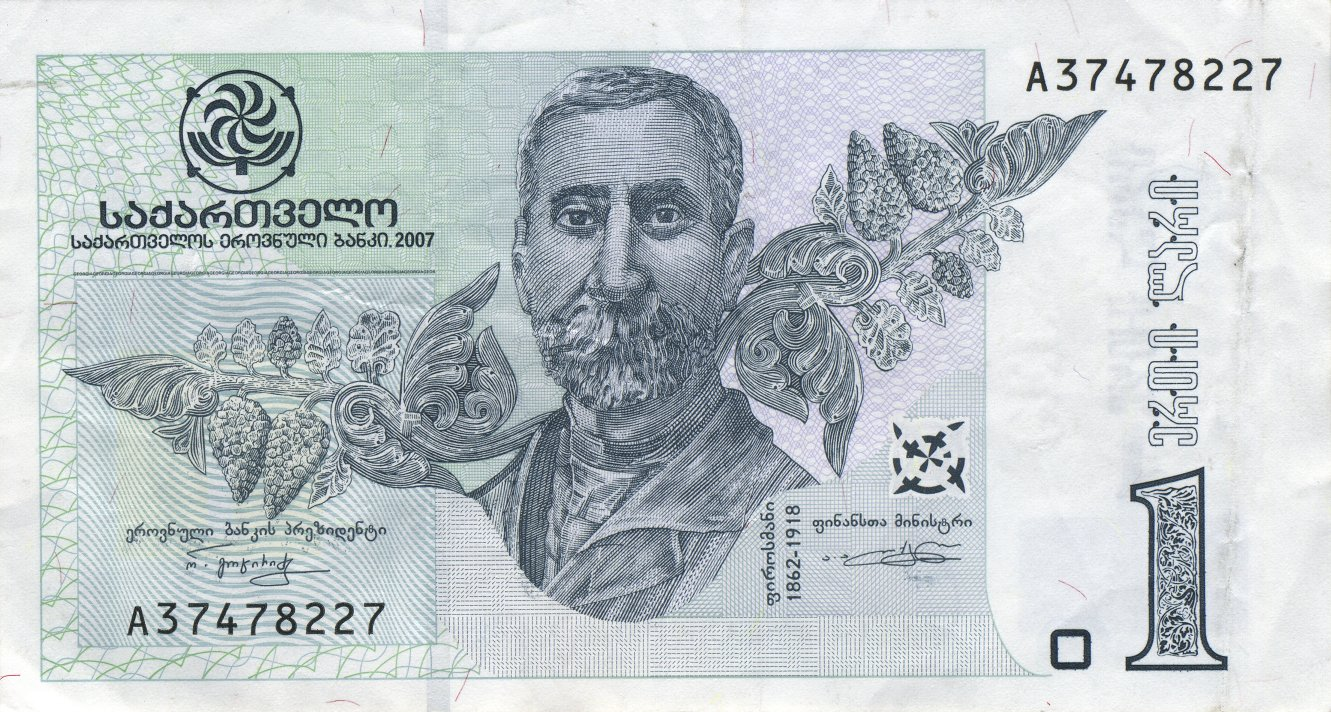
Hình ảnh của Niko Pirosmani trên đồng lari Gruzia.

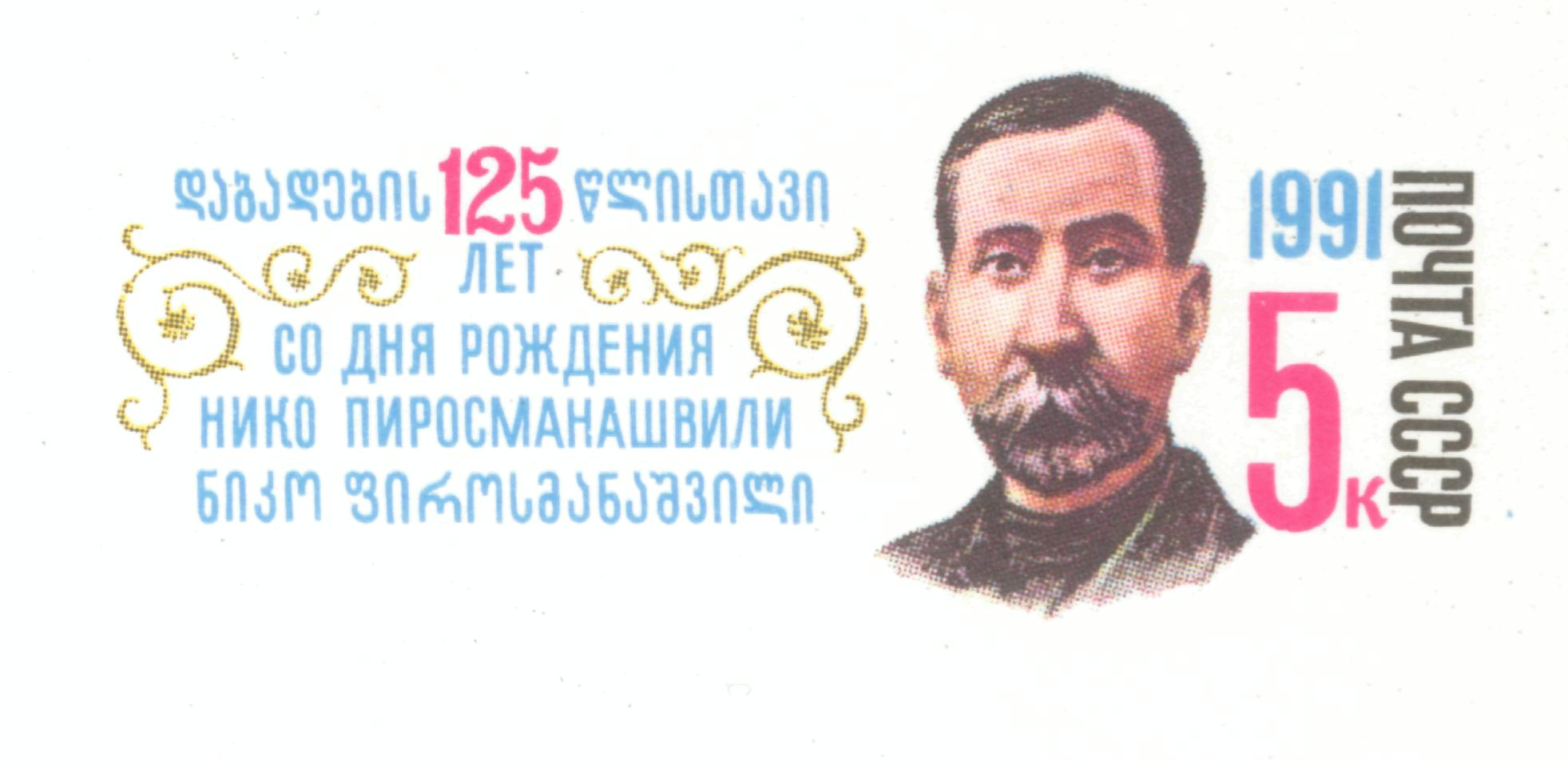
Tem của Liên Xô ấn hành năm 1991, kỉ niệm 125 năm ngày sinh của Niko Pirosmani.

Các tác phẩm của Niko Pirosmani được trưng bày trong một buổi triển lãm lớn đầu tiên tại Gruzia vào năm 1918. Tuy nhiên, từ năm 1920, không có nhiều bài viết đề cập đến ông. Danh tiếng của Pirosmani chỉ mới bắt đầu được nhiều người biết đến từ thập niên 1950. Một bộ phim tiểu sử và một vở kịch về ông được dàn dựng, và nhạc phẩm nói về ông cũng được sáng tác. Tác phẩm của ông cũng được trưng bày tại nhiều nước, từ Tây Âu tới Liên Xô. Một tượng đài về ông được dựng lên ở Tbilisi và một bảo tàng về ông được xây dựng ở Mirzaani. Hiện nay, 146 bức tranh của Niko Pirosmani đang được trưng bày ở Bảo tàng Nghệ thuật Gruzia ở Tbilisi. 16 bức họa của Niko được trưng bày tại Bảo tàng Lịch sử - Dân tộc học ở Sighnaghi.
Như vậy, sau chiến tranh - một khoảng thời gian khá lâu sau khi họa sĩ qua đời - Niko Pirosmani cuối cùng đã được công nhận là một họa sĩ nổi tiếng trên khắp thế giới. Ông được đánh giá cao ở Paris và nhiều nơi khác dưới tư cách là một họa sĩ tài năng theo trường lối Chất phác. Tác phẩm đầu tiên về Pirosmani được ấn hành vào năm 1926 bằng tiếng Nga, tiếng Pháp và tiếng Gruzia. Các tác phẩm của ông là cảm hứng cho một bức tranh năm 1972 của Pablo Picasso. Triển lãm về tranh của ông đã được tổ chức ở Kiev (1931), Warszawa (1968), Paris (The Louvre) (1969), Vienne (1969), Nice và Marseilles (1983), Tokyo (1986), Zurich (1995), Turin (2002), Kiev, Istanbul (2008), Minsk, Vézelay và Vilnius (2008–2009). Các tranh vẽ của ông đã được hơn 350.000 khán giả thưởng ngoạn.
Hình chân dung của Niko Pirosmani được in trên đồng 1 lari của Gruzia. Một tờ tạp chí mang tên Pirosmani đã được xuất bản đều đặn bằng hai ngôn ngữ tại Istanbul. Tháng 3 năm 2001, người ta phát hiện ra rằng một dòng chữ ghi trên cánh cổng hầm rượu vang Qvrivishvilebi ở Ozaani chính là bút tích của Pirosmani. Ngày 31 tháng 5 năm 2011, trong một cuộc điều tra khai quật, các chuyên gia đã phát hiện ra một bức tranh mà về sau nó được chứng minh là tác phẩm "Người lính bị thương" của Pirosmani. Bức họa này đã được trao cho Phòng tranh Quốc gia Gruzia lưu trữ.

## Một số tác phẩm

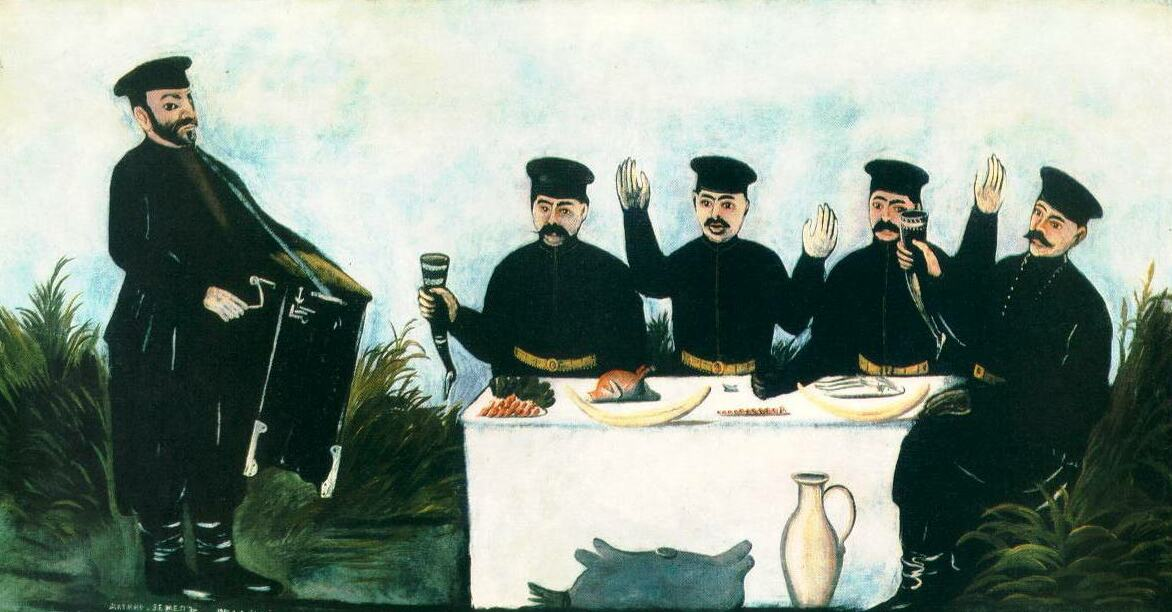
Bữa tiệc với người nhạc công chơi đàn hộp Datiko Zemel, 1906, trưng bày tại Bảo tàng Nghệ thuật Gruzia.
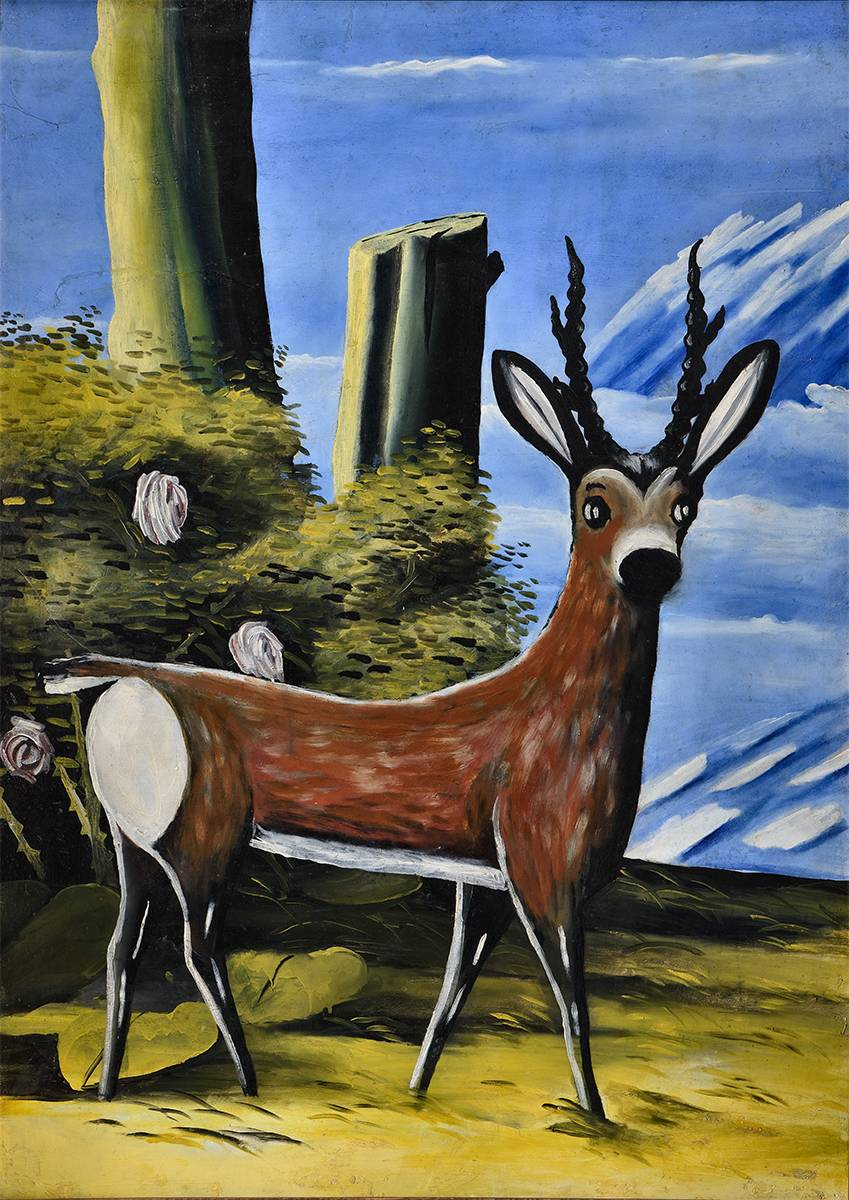
Con hoẵng và cảnh vật, 1915, Bảo tàng Nghệ thuật Gruzia
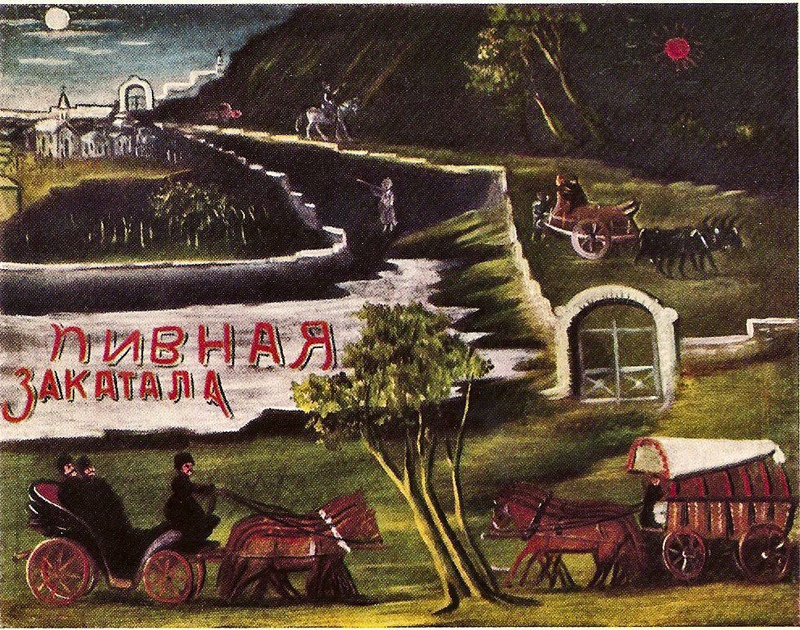
Вывеска пивной Закатала, Bảo tàng Nghệ thuật Gruzia
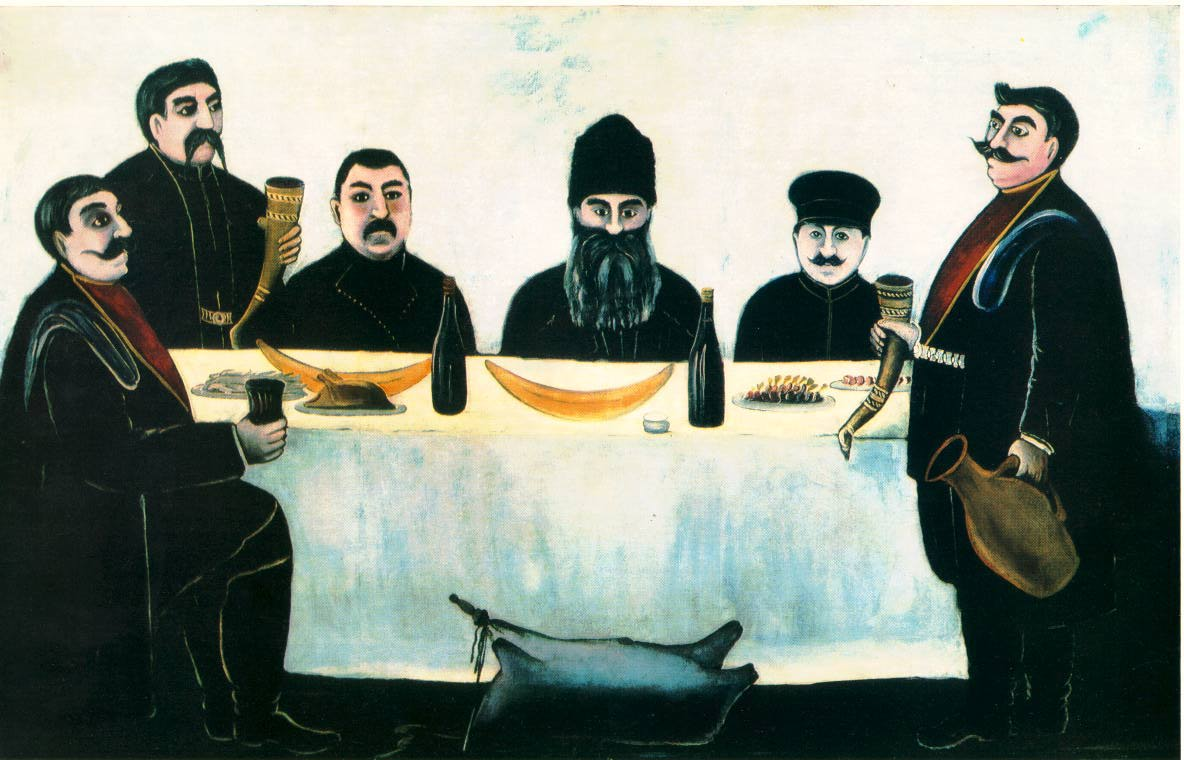
Друзья Бегос (1910), Bảo tàng Nghệ thuật Phương Đông (Moskva)

## Trong văn học, nghệ thuật
- Pirosmani là chủ thể của một bộ phim do đạo diễn người Gruzia Giorgi Shengelaia làm năm 1969. Bộ phim này đã đạt giải Grand Prix tại Liên hoan phim Chicago 1972.
- Đạo diễn Sergey Iosifovich Paradzhanov cũng sản xuất một bộ phim ngắn mang tên Tư thế lượn của chủ đề Pirosmani.

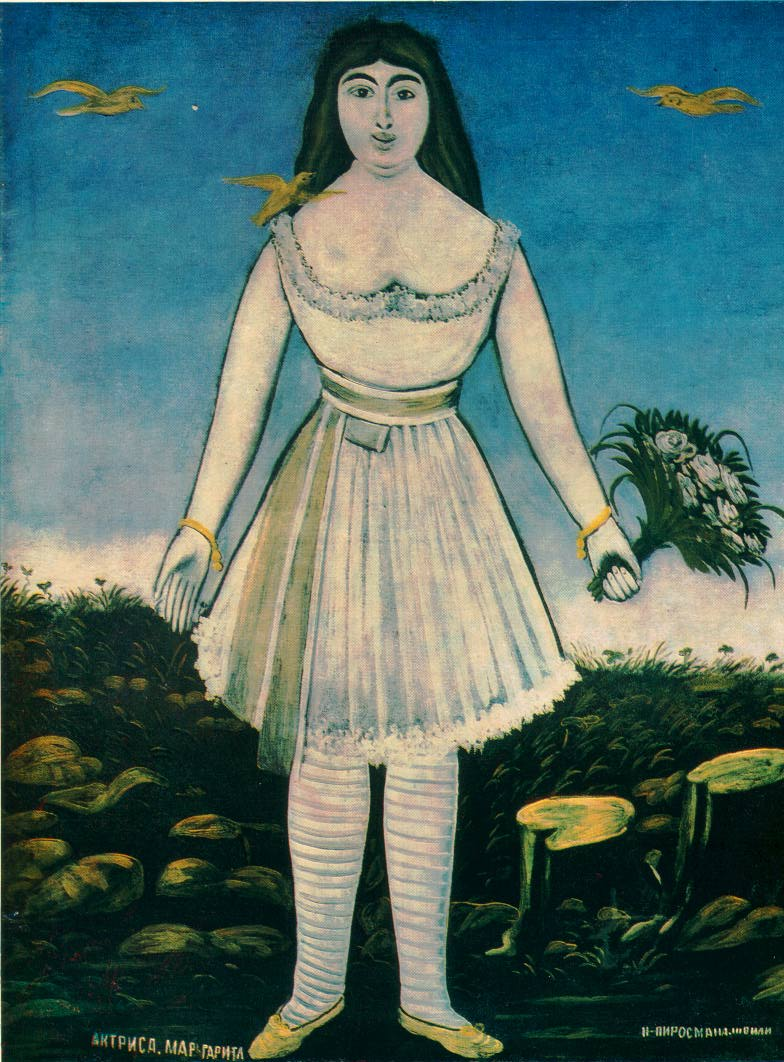
Tranh chân dung của nữ ca sĩ Magragita được Niko Pirosmani vẽ vào năm 1909.

### Niko Pirosmani trong bài hátTriệu bông hồng
Niko Pirosmani chính là hình tượng nguyên mẫu của nhân vật anh họa sĩ si tình trong bài hát "Triệu bông hồng" (tiếng Nga: Миллион алых роз do Ojārs Raimonds Pauls phổ nhạc và Leons Briedis đặt lời
. Cụ thể hơn, bài hát này đề cập đến một câu chuyện nổi tiếng về mối tình đơn phương của Niko Pirosmani với một cô ca sĩ tên là Magragita (có thể cô là một ca sĩ nổi tiếng người Pháp). Họa sĩ đã làm rất nhiều việc khác nhau để có thể chinh phục được trái tim của người đẹp, nhiều khi đến mức cực đoan như hôn vào dấu chân của Magragita, nhưng tất cả đều không thành công và nhiều khi còn đem lại tác dụng ngược. Thế rồi một hôm nọ, quảng trường trước cổng khách sạn cô ca sĩ tá túc bỗng trở thành một vườn hoa rực rỡ với hàng nghìn bông hoa đủ sắc màu, từ các loại hoa hồng đến hoa tử đinh hương, hoa của cây keo, hoa mao lương, hoa mẫu đơn, hoa loa kèn, hoa anh túc và nhiều loại hoa khác nữa. Sau khi thấy cảnh tượng đó, Magragita đã đến nhà của Pirosmani và tặng cho ông một nụ hôn. Nhưng đó cũng là nụ hôn duy nhất mà Niko Pirosmani nhận được từ người tình trong mộng, vì không lâu sau đó chuyến lưu diễn của Magragita kết thúc và cô rời Tblisi. Từ đó hai người không còn gặp nhau nữa. Còn người họa sĩ si tình Pirosmani thì gánh lấy một khoản nợ khổng lồ cho "triệu bông hồng" mà ông tặng cho Magragita.
Câu chuyện tình của Niko Pirosmani về sau được ghi chép lại trong quyển thứ năm Бросок на юг thuộc loạt tiểu thuyết Повесть о жизни của K. G. Paustovsky; Andrey Andreyevich Voznesenskiy lấy cảm hứng từ câu chuyện đó đã sáng tác thơ và sau đó, Ojārs Raimonds Pauls và Leons Briedis phổ nhạc thành bài hát lừng tiếng Triệu bông hồng.